# Злоты-Сток (гмина)
Злоты-Сток (пол. Złoty Stok) — городско-сельская гмина (волость) в Польше, входит как административная единица в Зомбковицкий повет, Нижнесилезское воеводство. Население 4807 человек (на 2004 год).

## Демография
| Перепись                       | Всего   | Всего | Женщины | Женщины | Мужчины | Мужчины |
| ------------------------------ | ------- | ----- | ------- | ------- | ------- | ------- |
| Единицы                        | человек | %     | человек | %       | человек | %       |
| Население                      | 4807    | 100   | 2488    | 51,8    | 2319    | 48,2    |
| Плотность населения (чел./км²) | 63,6    | 63,6  | 32,9    | 32,9    | 30,7    | 30,7    |

## Сельские округа
1. Блотница
2. Хвалислав
3. Ляски
4. Монкольно
5. Плоница

## Соседние гмины
1. Гмина Бардо
2. Гмина Каменец-Зомбковицки
3. Гмина Клодзко
4. Гмина Лёндек-Здруй
5. Гмина Пачкув